# Petea
Petea is een dorp in het noordwesten van Roemenië, in het district Satu Mare. Bij dit dorp is een belangrijke grensovergang tussen Roemenië en Hongarije. In de toekomst zal bij Petea een snelweg lopen: de A4. De dichtstbijzijnde stad is Satu Mare.